# Tschechisches Zentrum München

Logo des Tschechischen Zentrums

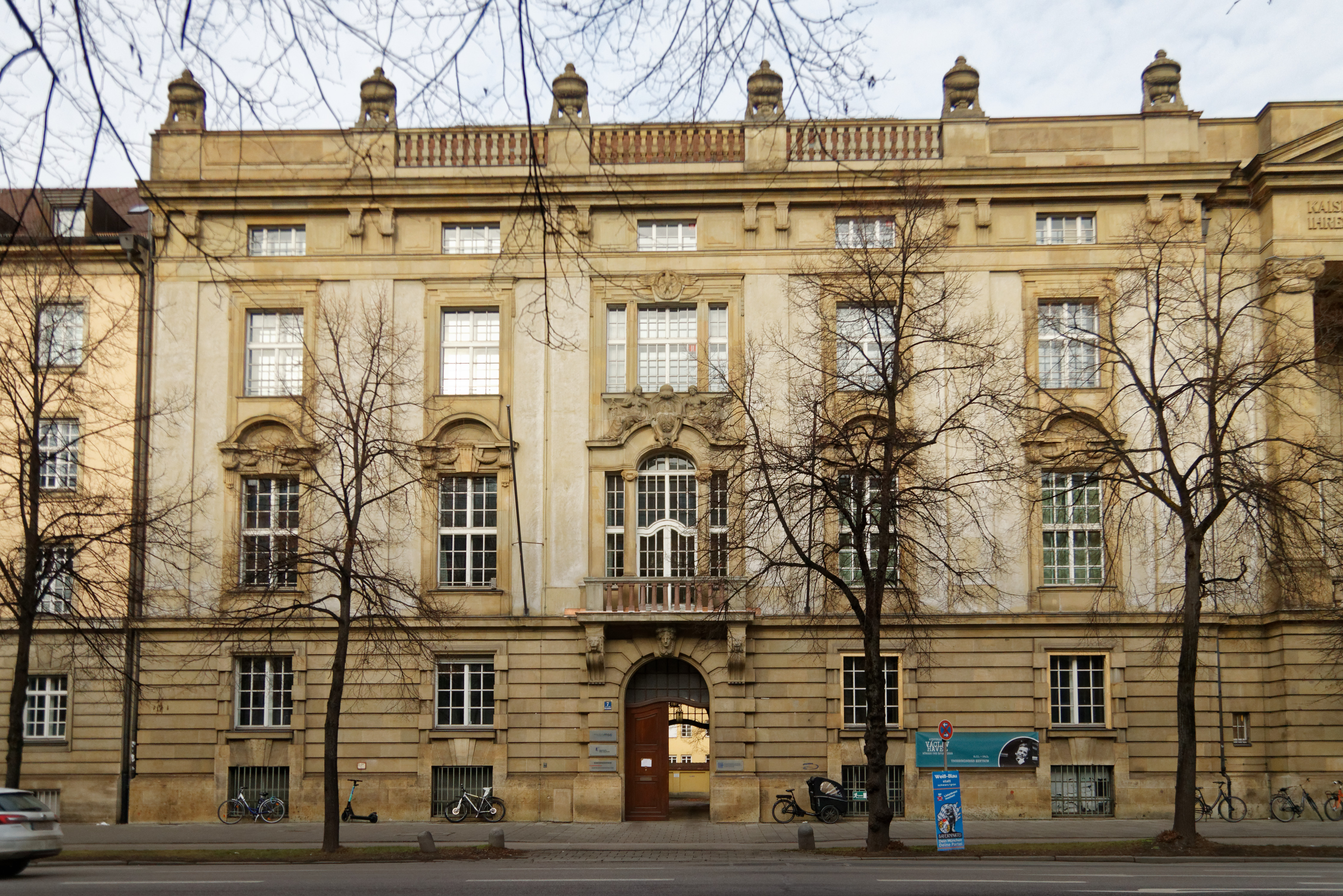
Sitz des Tschechischen Zentrums in der Prinzregentenstraße 7 in München

Das Tschechische Zentrum München (tsch. České centrum Mnichov) gehört zum Netzwerk der Tschechischen Zentren, die im Auftrag des Außenministeriums der Tschechischen Republik im Ausland tätig sind. Es dient zur öffentlichen Wahrnehmung der Tschechischen Republik in den Bereichen Kultur, Bildung, Handel und Tourismus. In Deutschland gibt es zudem noch zwei weitere Tschechische Zentren in Berlin und in Düsseldorf.

## Geschichte
Die Organisation wurde im Jahr 1999 gegründet. Als Mitorganisator von Veranstaltungen wurden Institutionen mit einem Stammpublikum aller Altersgruppen quer durch das Meinungsspektrum gewonnen. Ein Jahr später bezog das Kulturinstitut in München Räumlichkeiten in der Prinzregentenstraße 7 im ehemaligen Gebäude der Bayerischen Staatskanzlei. Der neu gestaltete Veranstaltungssaal sowie die Büros wurden am 4. Oktober 2000 durch die Senatsvorsitzende der Tschechischen Republik Libuše Benešová feierlich eingeweiht, am 21. April 2024 nahm das Tschechische Zentrum seinen feierlichen Abschied aus den Räumen. Ab dem 1. Mai wird es vom Tschechische Zentrum Berlin aus geleitet.

## Tätigkeit
Seitdem finden hier Ausstellungen, Lesungen, Diskussionsrunden und Konzerte aus allen Kunstsparten statt. Außerdem werden in Zusammenarbeit mit einem Münchner Kino regelmäßig tschechische Filme – mit deutschen oder englischen Untertiteln – gezeigt.
Das Kulturinstitut in München arbeitet mit den offiziellen Stellen im süddeutschen Raum, mit Vereinen und Stiftungen sowie mit kulturellen, wissenschaftlichen und schulischen Institutionen zusammen. Es unterstützt weiterhin die Tätigkeit der Tschechischen „Schule ohne Grenzen“. 